# Роузбаш (Мічиган)
Роузбаш (англ. Rosebush) — селище (англ. village) в США, в окрузі Ізабелла штату Мічиган. Населення — 353 особи (2020).

## Географія
Роузбаш розташований за координатами 43°42′14″ пн. ш. 84°45′49″ зх. д. / 43.70389° пн. ш. 84.76361° зх. д. (43.703977, -84.763725).  За даними Бюро перепису населення США в 2010 році селище мало площу 2,31 км², з яких 2,30 км² — суходіл та 0,00 км² — водойми.

## Демографія
Згідно з переписом 2010 року, у селищі мешкало 368 осіб у 170 домогосподарствах у складі 89 родин. Густота населення становила 160 осіб/км².  Було 186 помешкань (81/км²).
Расовий склад населення:
| - 88,6 % — білих - 3,8 % — корінних американців - 1,1 % — чорних або афроамериканців - 1,4 % — осіб інших рас |

До двох чи більше рас належало 5,2 %. Частка іспаномовних становила 6,3 % від усіх жителів.
За віковим діапазоном населення розподілялося таким чином: 19,8 % — особи молодші 18 років, 63,1 % — особи у віці 18—64 років, 17,1 % — особи у віці 65 років та старші. Медіана віку мешканця становила 39,0 року. На 100 осіб жіночої статі у селищі припадало 80,4 чоловіків;  на 100 жінок у віці від 18 років та старших — 67,6 чоловіків також старших 18 років.
Середній дохід на одне домашнє господарство  становив 40 013 долари США (медіана — 33 929), а середній дохід на одну сім'ю — 49 380 доларів (медіана — 42 917). Медіана доходів становила 39 375 доларів для чоловіків та 33 333 долари для жінок. За межею бідності перебувало 18,7 % осіб, у тому числі 28,0 % дітей у віці до 18 років та 9,4 % осіб у віці 65 років та старших.
Цивільне працевлаштоване населення становило 131 осіб. Основні галузі зайнятості: освіта, охорона здоров'я та соціальна допомога — 28,2 %, мистецтво, розваги та відпочинок — 16,8 %, роздрібна торгівля — 9,9 %, будівництво — 8,4 %.